# Duane Carter
Duane Claude Carter (Fresno, 5 de maio de 1913 – Indianápolis, 7 de março de 1993) foi um automobilista norte-americano.
Carter esteve em quinze (onze) 500 Milhas de Indianápolis, (oito quando a prova fazia parte do calendário da Fórmula 1 de 1950 até 1960): 1947 (não se qualificou), 1948, 1949, 1950, 1951, 1952, 1953 (compartilhou com Sam Hanks), 1954 (compartilhou com Troy Ruttman), 1955, 1959, 1960, 1961 (não se qualificou), 1962 (não se qualificou), 1963, 1964 (não se qualificou). Seu melhor resultado foi o 3º lugar em 1953, dividindo o carro com Sam Hanks.